# Pamela Habibović
Pamela Habibović (Tuzla, 12 marzo 1977) è una biochimica bosniaca naturalizzata olandese, professoressa all'Università di Maastricht. È specializzata nella riparazione dei tessuti utilizzando biomateriali inorganici, una tecnologia che può essere applicata nella medicina rigenerativa.
È stata ricercatrice presso l'Università di Twente fino al 2014 e lavora all'Università di Maastricht, dove ha co-fondato e diretto l'Istituto MERLN. Dal 1º febbraio 2022 è rettore magnificus dell'Università di Maastricht.

## Biografia

### Gioventù e istruzione
Pamela Habibović è nata a Tuzla, in Bosnia, ma è cresciuta a Srebrenica. Fuggì nei Paesi Bassi nel 1992, all'inizio della guerra civile bosniaca. Dopo la laurea cum laude in ingegneria chimica e uno stage presso un laboratorio chimico, manifestò l'interesse per la ricerca. Ha conseguito il dottorato di ricerca nel 2005 presso l'Università di Twente con una tesi dal titolo: Proprietà e rilevanza clinica dei biomateriali osteoinduttivi. Dal 2005 al 2008 ha condotto ricerche post laurea presso il Children's Hospital/Harvard Medical School di Boston e presso l'Università McGill di Montréal, in Canada.

### Carriera
Dopo il suo ritorno nei Paesi Bassi ha lavorato presso il MIRA Institute for Biomedical Technology and Technical Medicine dell'Università di Twente dal 2008 al 2014, prima come assistente di Clemens van Blitterswijk, poi come co-professoressa.
Nel 2014 Van Blitterswijk e il suo team di ricercatori si sono trasferiti dall'UT all'Università di Maastricht, di cui tre di loro, tra cui Van Blitterswijk e Habibović, sono stati nominati professori. Habibović è diventata professoressa di biomateriali inorganici presso la facoltà di salute, medicina e scienze della vita dell'ateneo, fondando insieme a Van Blitterswijk il MERLN Institute for Technology-Inspired Regenerative Medicine. L'istituto, situato nel Brightlands Maastricht Health Campus a Maastricht-Randwyck, nel 2017 aveva 120 dipendenti. Nel 2018 Habibović è succeduta a Van Blitterswijk come direttrice del MERLN.
Il 1º febbraio 2022 è diventata l'undicesimo rettore magnificus dell'Università di Maastricht, succedendo a Rianne Letschert.

### Altre attività e premi
Habibović ha un centinaio di pubblicazioni scientifiche a suo nome, che sono state citate più di 9 000 volte. Il suo indice Hirsch è stato di 41 nel 2021. Per il suo lavoro ha ricevuto le prestigiose borse di studio Veni (2009), Aspasia (2013) e Vidi (2017) dall'Organizzazione olandese per la ricerca scientifica (NWO). Insieme ad altri cinque candidati, ha ricevuto una borsa di studio di 18,8 milioni di euro dal Ministero dell'istruzione, della cultura e della scienza per la ricerca sulla rigenerazione guidata dai materiali. È membro della Royal Society of Chemistry e nel 2013 è stata eletta membro della European Society for Biomaterials (ESB), di cui è stata presidente per diversi anni. Nello stesso anno ha ricevuto l'ESB Jean Leray Award. È co-editrice delle riviste Acta Biomaterialia, Royal Society of Chemistry Journal Biomaterials Science, Wiley Journal Advanced Healthcare Materials e BMC Journal Biomaterials Research e, prima del suo rettorato, anche co-editrice di Journal of Materials Science: Materials in Medicine, Advanced Biomaterials and Devices in Medicine e Biomatter.

## Vita privata
Pamela Habibović è sposata e ha due figli.